# Taconic Shores
Taconic Shores es un lugar designado por el censo ubicado en el condado de Columbia en el estado estadounidense de Nueva York. En el Censo de 2020 tenía una población de 547 habitantes y una densidad poblacional de 207,20 habitantes por km². Fue incluido como CDP en el censo de 2020.

## Geografía
Taconic Shores se encuentra ubicado en las coordenadas 42°07′02″N 73°33′18″O / 42.11722, -73.55500. Según la Oficina del Censo de los Estados Unidos,  tiene una superficie total de 2,64 km², de la cual 2,15 km² corresponden a tierra firme y 0,49 km² a agua.